# Клятва Джантая
«Клятва Джантая» — радянський художній фільм 1984 року, знятий режисером Анатолієм Кабуловим на кіностудії «Узбекфільм».

## Сюжет
Початок 1920-х. Джантай і богатир Мерген, жителі одного з гірських кишлаків Узбекистану, вирушають до Москви, щоб на зібрані народом гроші замовити московському скульптору пам'ятник Леніну і доставити його в свій кишлак. Виконати замовлення односельців героям допомагає безпритульник Гришка, який пристав до них у столиці. Коли в супроводі міліції всі разом нарешті вирушили в кишлак, то на одній із гірських стежок на героїв напала банда басмачів Абідхона, яка зацікавилася ящиками. Звідки їм було знати, що у ящиках — гіпсові форми. Наказ народу було виконано, проте вціліли лише двоє — Гришка та Джантай.

## У ролях
- Карім Мірхадієв — головна роль
- Джамал Хашимов — Мерген
- Леонід Кулагін — Яків
- Набі Рахімов — другорядна роль
- Роман Ткачук — Єремейчик
- Ріфкат Рахімов — другорядна роль
- Хамза Умаров — Абідход
- Машраб Кімсанов — другорядна роль
- Валерій Цветков — другорядна роль
- Тимур Кабулов — другорядна роль
- Віктор Уральський — візник
- Фаріда Ходжаєва — Санобар

## Знімальна група
- Режисер — Анатолій Кабулов
- Сценарист — Рудольф Тюрін
- Оператор — Даврон Абдуллаєв
- Композитор — Руміль Вільданов
- Художник — Євген Пушин